# チェロ協奏曲 (ウォルトン)
ウィリアム・ウォルトンのチェロ協奏曲は、チェロ奏者グレゴール・ピアティゴルスキーの依頼で作曲された。ウォルトンは弦楽器のための協奏曲としてはすでにヴィオラ協奏曲、ヴァイオリン協奏曲を作曲しており、これが最後の作品となった。作品は、第二次大戦後に居住していたナポリ湾のイスキア島で1956年に完成した。初演は翌1957年1月25日、ボストンのシンフォニー・ホールにおけるボストン交響楽団の定期演奏会で、ピアティゴルスキー独奏、シャルル・ミュンシュ指揮により行われた。イギリス初演は同年2月13日、ロイヤル・フェスティヴァル・ホールにおいて、ピアティゴルスキー独奏、サー・マルコム・サージェント指揮のBBC交響楽団によって行われた。

## 楽器編成
独奏チェロ、フルート2（ピッコロ1持ち替え）、オーボエ2（コーラングレ1持ち替え）、クラリネット2（バス・クラリネット1持ち替え）、ファゴット2、ホルン4、トランペット2、トロンボーン3、チューバ、ティンパニ、打楽器：奏者3（ヴィブラフォン、シロフォン、シンバル、大太鼓）、チェレスタ、ハープ、弦五部

## 楽曲構成
3楽章からなる。
- 第1楽章 モデラート
- 第2楽章 アレグロ・アッパッショナート
- 第3楽章 主題とインプロヴィゼーション レント - アレグロ・モルト - アダージョ

演奏時間は約27分。